# 園田晟之助
園田 晟之助（そのだ せいのすけ、1895年（明治28年）12月20日 - 1942年（昭和17年）4月6日）は、日本の陸軍軍人。最終階級は陸軍少将。

## 経歴
兵庫県出身。鳳鳴義塾塾長・園田定太郎の長男として生まれる。鳳鳴中学校（現兵庫県立篠山鳳鳴高等学校）、大阪陸軍地方幼年学校、中央幼年学校を経て、1917年（大正6年）5月、陸軍士官学校（29期）を卒業。同年12月、歩兵少尉に任官し歩兵第70連隊付となる。1924年（大正13年）11月、陸軍大学校（36期）を卒業した。
1925年（大正14年）12月、陸軍省軍務局付勤務となり、陸軍兵器本廠付兼整備局課員、参謀本部付（支那研究員）、整備局課員、軍務局課員を務め、1932年（昭和7年）8月、歩兵少佐に進級し整備局課員・参謀本部員を兼務した。同月、資源局事務官に転じ、参謀本部員を経て、1935年（昭和10年）1月、関東軍司令部付兼満州国大使館付武官補佐官に就任。1936年（昭和11年）6月、軍務局課員（軍務課）に転じ、同年8月、歩兵中佐に昇進。1937年（昭和12年）11月、東京湾要塞参謀に就任。1938年（昭和13年）7月、歩兵大佐に昇進し兵器局機械課長に就任した。1939年（昭和14年）3月、商工省燃料局総務部企画課長となり、同年9月、参謀本部支那課長に就任した。
1941年（昭和16年）3月、戦車第7連隊長に発令され中国戦線に出征。その後、太平洋戦争に出征しフィリピンの戦いに参戦。1942年4月、バターン半島攻略時に戦死し陸軍少将に進んだ。

## 栄典
外国勲章佩用允許
- 1941年（昭和16年）12月9日 - 満州帝国：建国神廟創建記念章[5]